# А-Руа
А-Руа (гал. A Rúa, ісп. La Rúa) — муніципалітет в Іспанії, у складі автономної спільноти Галісія, у провінції Оренсе. Населення — 4816 осіб (2009).
Муніципалітет розташований на відстані близько 360 км на північний захід від Мадрида, 65 км на схід від Оренсе.
Муніципалітет складається з таких паррокій: Роблідо, А-Руа-де-Вальдеоррас, Сан-Шуліан.

## Демографія
Динаміка населення (INE ):

## Галерея зображень

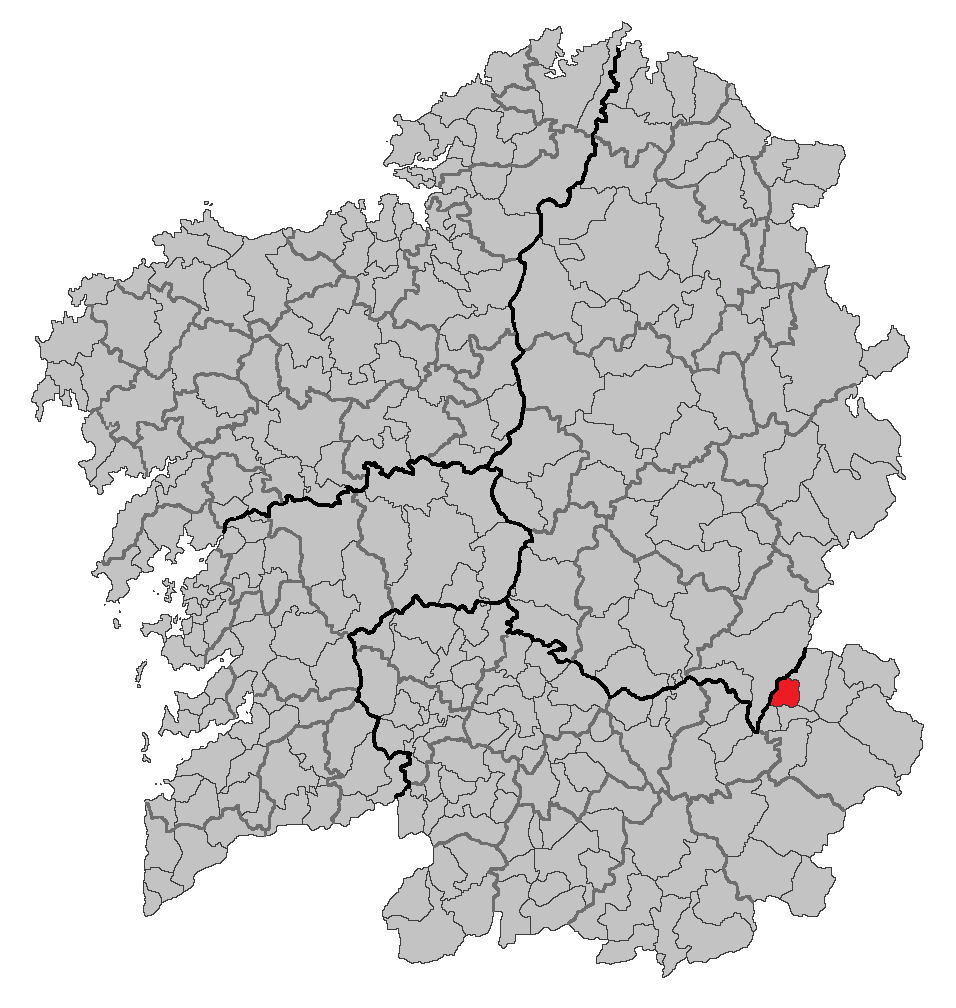
Розташування муніципалітету